# Tiyi (épouse d'Amenhotep III)
Pour les articles homonymes, voir Tiyi.
Tiyi (ou Tiy, Tiye, Teje) est une reine d'Égypte de la XVIIIe dynastie. Grande épouse royale d'Amenhotep III, elle est la mère d'Amenhotep IV/Akhenaton. 

## Biographie
Originaire d'Akhmîm (ou Ipou — non loin de la ville moderne de Sohag, au nord d'Abydos), Tiyi serait née vers 1400-1399 avant notre ère. Elle est la fille de Youya, riche propriétaire terrien, prophète de Min, et de Touya, chanteuse d'Hathor, chanteuse d'Amon, cheffe des musiciens chargés du divertissement d'Amon et Min et supérieure du harem de Min. 
Depuis le début de la XVIIIe dynastie, certaines reines avaient tenu un rôle important. La position de Tiyi fut encore plus éminente : son époux l'associa à toutes les manifestations de son règne, lui attribuant une fonction d'officiante à la cérémonie de son jubilé ou même de sphinx terrassant les ennemis. L'importance de Tiyi n'est pas purement rituelle : la correspondance d'Amarna révèle en effet qu'elle mena la diplomatie égyptienne quand la maladie diminua son époux à la fin de son règne. Elle exerça une régence de fait sinon de droit. Bien qu'elle fût l'initiatrice des grandes réformes religieuses qui poussèrent Amenhotep IV à développer le culte d'Aton à l'échelle nationale, on ignore la portée de son influence par la suite durant la réforme amarnienne de son fils Amenhotep IV, mais elle était suffisamment importante auprès du roi pour que le souverain du Mittani lui écrive personnellement afin d'infléchir la politique du pharaon, comme l'indique la correspondance diplomatique d'Amarna. 
Tiyi résida, ou pour le moins séjourna à Akhetaton, en compagnie de sa fille Baketaton, comme cela est montré dans une des tombes du nord d'Amarna, et ne mourut qu'après l'an VIII du règne de son fils, probablement vers l'an XII.

## Généalogie

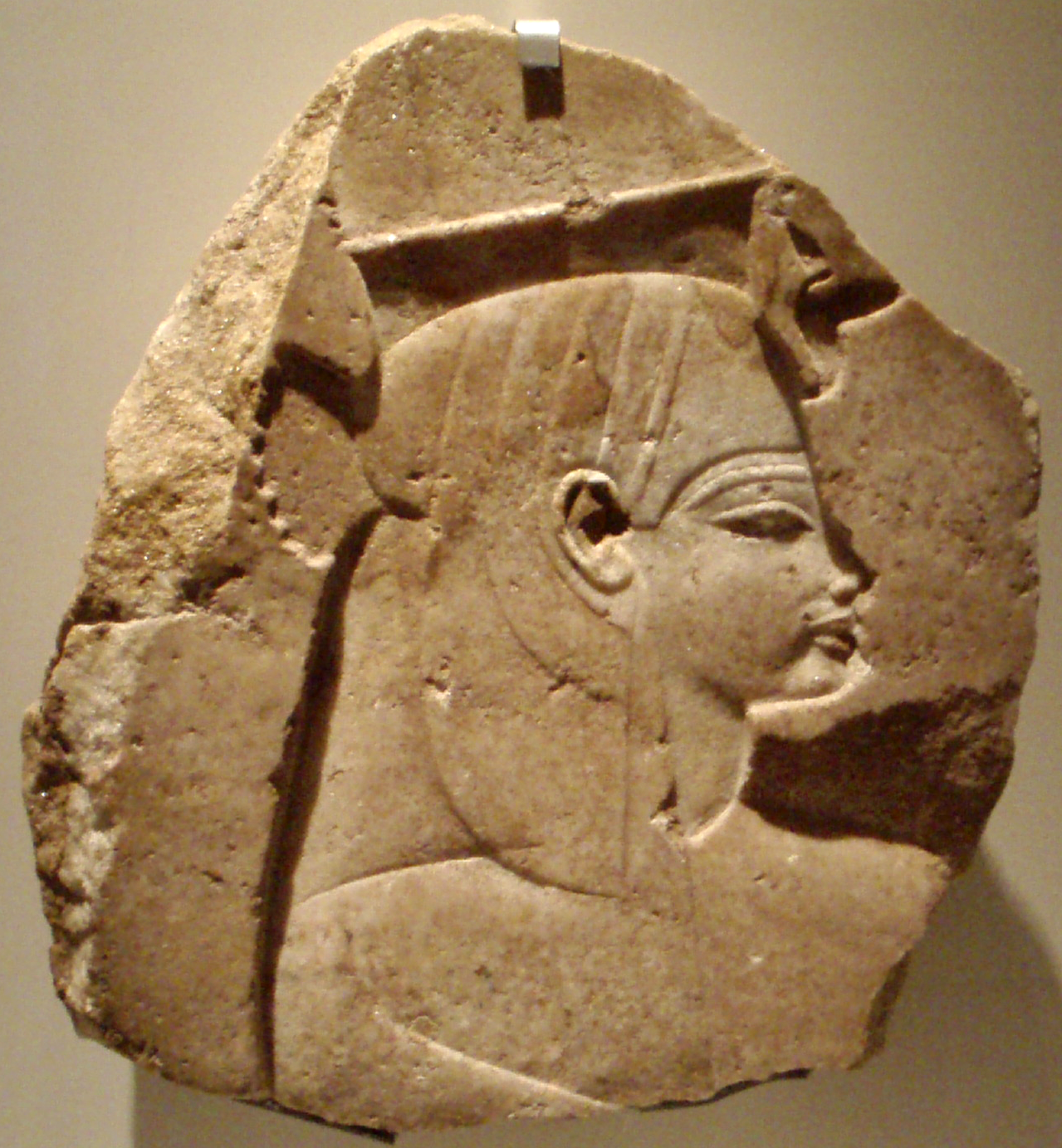
Relief de Tiyi, Ägyptisches Museum de Berlin.

Sa famille jouissait d'une position importante dans l'élite locale et fut finalement très proche de la famille royale, mais nous ne connaissons pas les liens exacts. Ce qui est sûr, c'est que les parents de Tiyi devinrent des intimes d'Amenhotep III. Dès le règne de Thoutmôsis IV, ils possédaient déjà une influence certaine, mais on ne sait pas vraiment, faute de documents, comment cette famille réussit à accéder au cercle très fermé des hauts fonctionnaires. Par cette famille paternelle, il est supposé par Cyril Aldred un lien de parenté avec la reine Moutemouia, une des épouses de Thoutmôsis IV, le beau-père de Tiyi. Si tel était le cas, ce serait le lien possible avec la famille royale.
Tiyi épouse Amenhotep III au plus tard lors de la deuxième année du règne (v. 1388 av. J.-C.). Pour qu'elle puisse porter le titre de grande épouse royale, le roi fait émettre des scarabées la consacrant.  Elle est mentionnée en tant que grande épouse royale sur un scarabée commémoratif daté de l'an 2.
Ils ont six ou sept enfants : Amenhotep IV qui devient pharaon et épouse Néfertiti ; Satamon, Iset, Henouttaneb, Nebetâh, Baketaton ; et Thoutmôsis, dont l’existence est incertaine.

## Postérité
La reine Tiyi fut élevée par son époux à un degré quasi équivalent à celui du roi lui-même, indiquant que le règne précédant celui d'Amenhotep IV était bien dans un processus de réforme. En effet, elle assume l'aspect féminin de rôles divins au cours d'actes rituels, ce qui explique qu'elle porte, dans la tête sculptée exposée au musée de Berlin (Neues Museum) la couronne aux doubles plumes avec le disque solaire et les cornes, habituellement associées à la déesse Hathor.
Un temple lui est consacré à Sedeinga en Nubie. Amenhotep III avait aménagé un grand bassin d'irrigation au nom de la reine à Djaroukhâ, dans sa province natale, et fait commémorer l'événement par une émission de scarabées.
Des archéologues de l'université Johns-Hopkins ont découvert une statue la représentant dans le temple de Mout sur le site de Karnak à Louxor au début de l’année 2006. Les archéologues du Conseil suprême des Antiquités ont confirmé que c'était bien une statue de la reine Tiyi et précisent qu'elle fut découverte sous l'une des deux statues d'Amenhotep III qui se trouvent à l'entrée du deuxième pylône de Karnak. Cette statue de granit noir mesure 1,6 m de haut et 44 cm de largeur. Bien qu'elle ait perdu ses pieds ainsi que ses bras, elle est dans un bon état de conservation. Sa tête est surmontée d'une grande couronne portant onze cartouches du nom de son époux, deux cobras ainsi qu'un petit vautour. Sur le dos de la statue se trouvent deux colonnes portant des inscriptions hiéroglyphiques...

« ... montrant que la statue a été réutilisée probablement durant la XIXe dynastie puisqu'elle porte des inscriptions concernant la reine Hénout Taouy de cette dynastie »

— Dr Sabri Abdel-Aziz, chef du département des antiquités égyptiennes auprès du CSA.